# Acidonia
Acidonia, monotipski biljni rod iz porodice dvoličnjakovki jedina je vrsta Acidonia microcarpa, australski endem koji raste u području oko rijeke Margaret River, na krajnjem jugozapadu Zapadne Australije.
To je grm koji naraste od 60 cm do tri metra visine. Cvjetovi su žuti a procvjetaju u listopadu ili prosincu

## Vanjske poveznice
|  | Zajednički poslužitelj ima još gradiva o temi Acidonia |
|  | Wikivrste imaju podatke o taksonu Acidonia             |